# Athanor (four)
Pour les articles homonymes, voir Athanor.
 (février 2015).

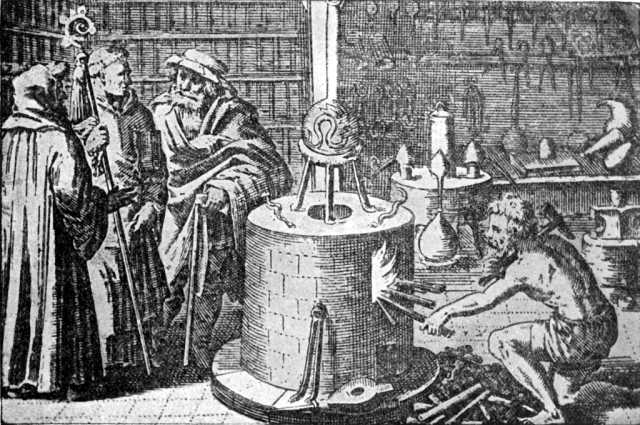
Athanor dans un laboratoire alchimique

L‘athanor ou four à digestion est un fourneau utilisé dans les opérations alchimiques. De forme cylindrique, il permet de maintenir à température constante des amalgames pendant des durées pouvant aller jusqu'à plusieurs semaines ; il apparaît dans l'alchimie médiévale, au XIIIe ou XIVe siècle.

## Étymologie

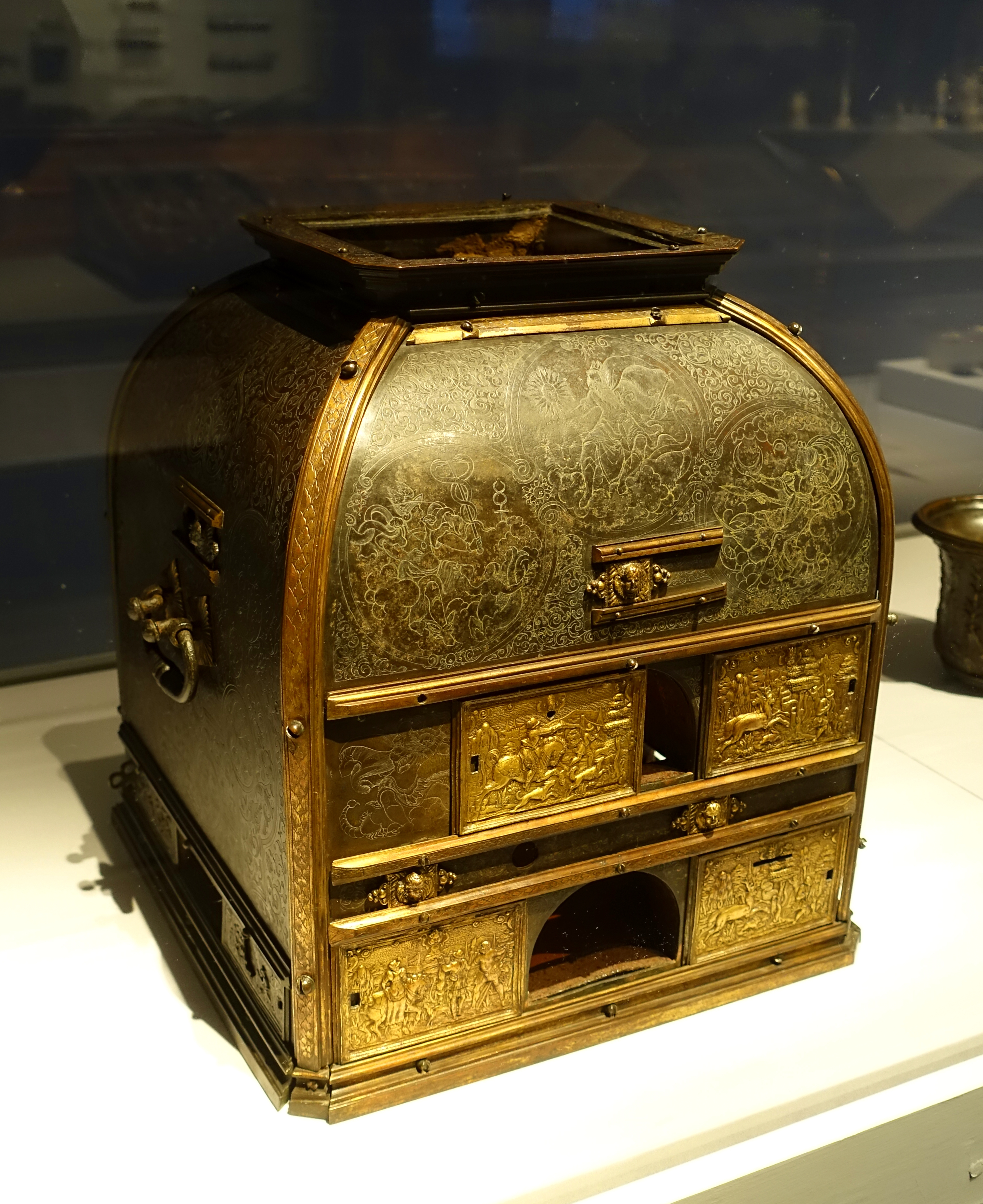
Fourneau alchimique d'Auguste Ier de Saxe, c. 1575

Athanor vient de l'arabe at-tannūr (التنور), ou de l'hébreu  תַנוּר fourneau.

## Usage
Un processus important en alchimie est la distillation : les substances, amenées à l'état gazeux par réchauffement, condensent sur les parois du vaisseau avant de couler dans un récipient conçu à cet effet. On peut aussi obtenir de la même manière des substances par sublimation (passage direct de l'état solide à l'état gazeux, sans passer par la phase liquide) : un matériau solide est réchauffé et ses gaz s'accumulent sous forme de corps solides dans les endroits plus frais de l'appareillage de sublimation. Un troisième procédé est la dite digestion alchimique : les substances sont placées dans un récipient clos pour un certain laps de temps, à une température régulière, susceptibles d'y subir une transformation chimique ou d'arriver à une quelconque maturation. 
Au Moyen Âge, il s'avérait difficile de régler la température des fours. L'invention du registre capable de réguler l'arrivée d'air permit d'obtenir des températures différentes dans le même four. Avant l'avènement de cette invention, l'alchimiste devait impérativement posséder un four particulier pour chaque température.
Les fours étaient habituellement construits à base de briques et mastiqués avec une glaise spéciale. Il y eut aussi des fours métalliques à base de cuivre ou de fer, ainsi que des fours en argile. Les combustibles utilisés étaient le bois ou le charbon. Actuellement on utilise aussi le gaz comme l'électricité. Chaque four intègre en principe une pièce pour les cendres, une autre pour le feu et une troisième qui sert d'atelier, qui sont toutes séparées les unes des autres.

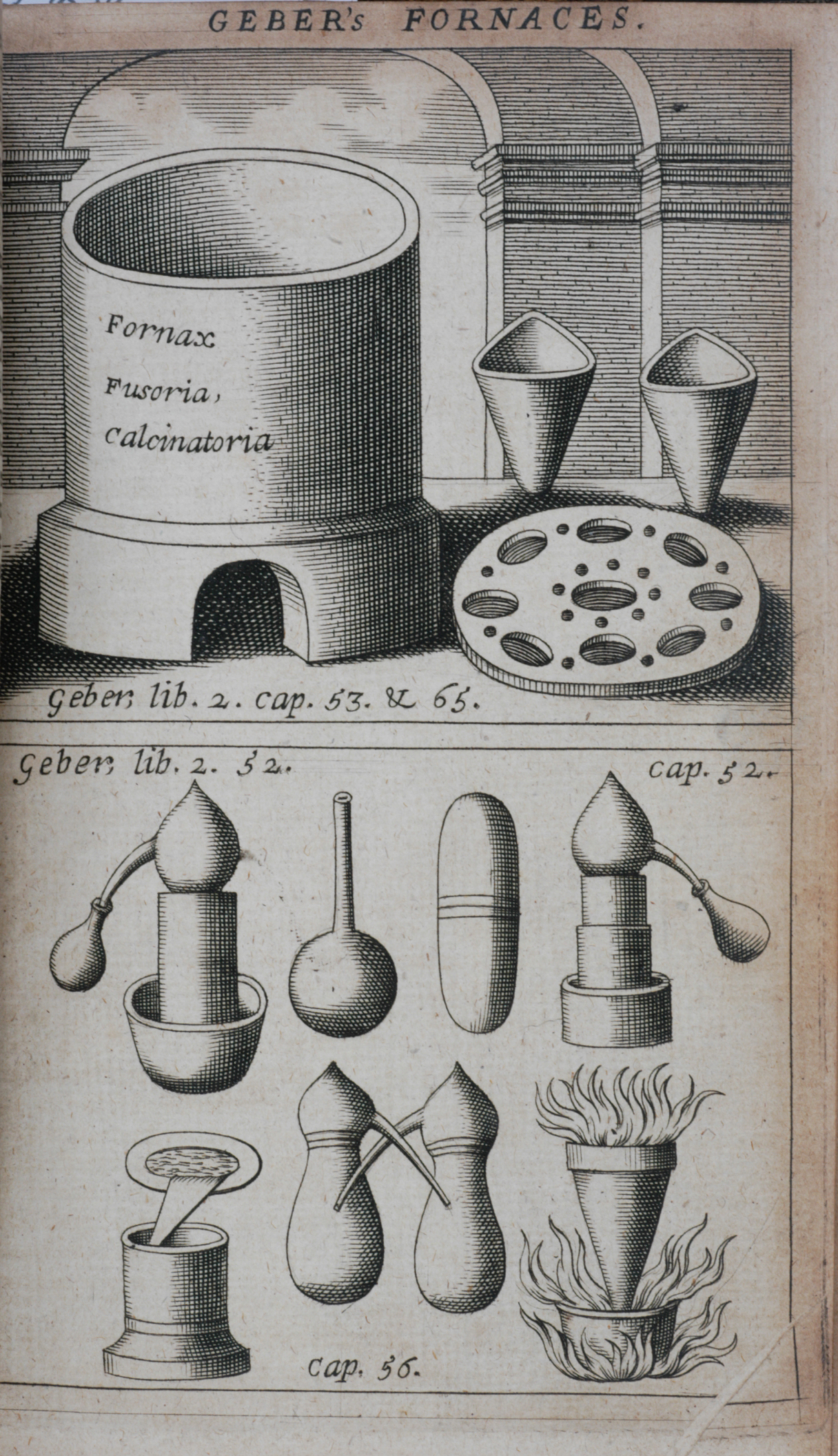
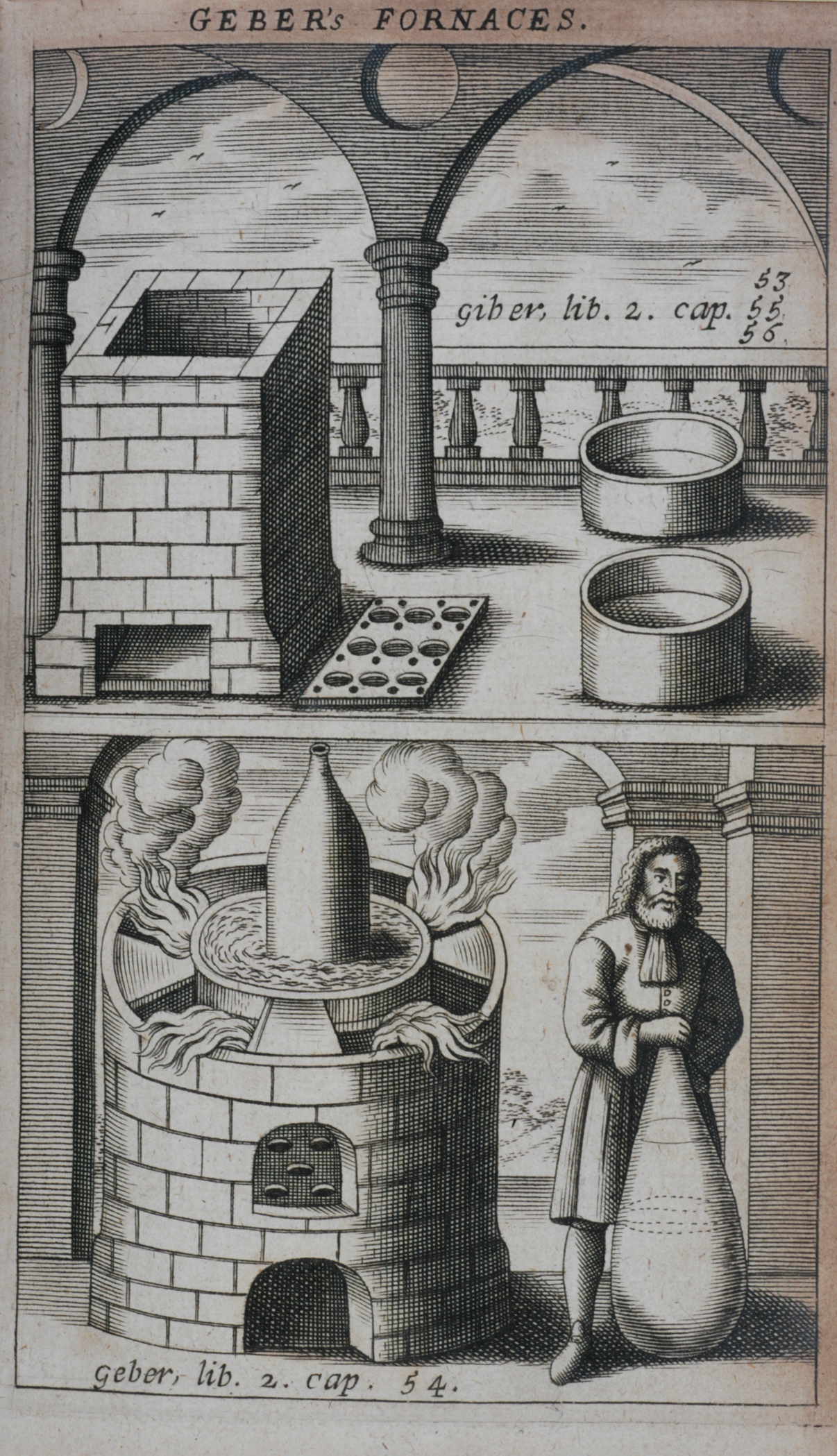

L'athanor est aussi appelé four philosophique, car il doit permettre de réaliser la pierre philosophale (lapis philosophorum). Dans un tel four, une substance peut être traitée sur une période prolongée à une température précise et régulière. La construction a souvent la forme d'une tour, et en son intérieur on trouve un récipient ovale (l'œuf philosophal). Ce récipient contient la substance qui devrait se transformer en la pierre philosophale. "La matière du Grand Œuvre était l'Or et l'Argent, unis au Mercure et préparés d'une manière spéciale. Ces matériaux, étant respectivement du Soufre, du Mercure et du Sel, préparés «selon certaines procédures» placés dans un vase de verre dans l'Athanor". 
Au XVIe siècle un four vit le jour (appelé Henri le paresseux ou en latin piger henricus pour le confort qu'il permit dans son utilisation) qui possède une buse à combustible séparée, permettant une alimentation du feu en charbon de bois quasi automatique. L'alchimiste n'a donc pas à surveiller la combustion de manière permanente.